# S.O.S. (Too Bad)
Az S.O.S. (Too Bad) az amerikai Aerosmith együttes dala, amely az 1974-ben kiadott Get Your Wings albumon szerepelt. A kislemez 1974-ben jelent meg a Columbia gondozásában. A lemez B oldalára a Lord of the Thighs című szerzemény került fel. A dalt Steven Tyler énekes írta meg. A kislemez egyáltalán nem lett sikeres, így fel sem került a listákra.
A dal egy alapvető gitárriffel és gyors ütemű dobjátékkal indul, majd lelassul és újra folytatódik az eredeti tempó. Tyler énekére itt a gyorstüzelő, heves kíséret a jellemző. A dal stílusa a blues hatásait is magán viselő hard rock, de sokan protopunknak (punk előfutárnak) is szokták hívni. Erre ráerősít a morálisan megkérdőjelezhető szöveg is, amely a  városi élet, a drogok és a szex témaköreit járja körül. Az együttes elmondása szerint az S.O.S. rövidítés a Same Old Shit szavakra utal. A szám elsősorban a rajongók kedvence maradt, de élőben is elhangzott a Rockin' the Joint Tour és a Route of All Evil Tour turnékon. Ezenkívül felkerült az 1978-ban megjelent Live! Bootleg koncertlemezre is.